# Meander College
Het Meander College (vaak afgekort tot het Meander) is een kleinschalige open-christelijke middelbare school in de stad Zwolle. Op de school kan men het vmbo (mavo), de zesjarige havo, de havo en het vwo volgen.

## Karakteristieke eigenschappen
De school onderscheidt zich van andere middelbare scholen door leerlingen "een podium voor hun talent te bieden", zoals de school dat zelf omschrijft. Dit vindt plaats door het aanbod van Podiumvakken onder schooltijd. Dit kunnen kunstvakken zijn, bijvoorbeeld Podium Beeldend, Podium theater en Podium Muziek. Maar er is ook het Podium Techniek, voor leerlingen die bovengemiddelde interesse hebben in exacte vakken, en daarnaast is er het Podium Sport.
Ook buiten schooltijd is er veel aanbod op het Meander College. Op vrijdagmiddag zijn alle leerlingen om 14:00 vrij en kunnen ze meedoen aan de Meander (junior) Bigband, de theaterproductie maar ook aan de elektronicaclub en de licht- en geluidploeg.
Het Meander College is onder andere daarom een officiële cultuurprofielschool.